# Newnan
Newnan je město v americkém státě Georgie, správní město okresu Coweta County. Nachází se v nadmořské výšce 296 m n. m. a v roce 2020 zde žilo 42 549 obyvatel. S celkovou rozlohou 51,34 km2 byla hustota zalidnění 828,8 obyvatel/km2.

## Historie
Newnan byl založen 20. prosince 1828 a byl pojmenováno po severokarolínském generálu Danielu Newnanovi. Rychle se stal prosperujícím sídlem pro právníky, lékaře, další odborníky a obchodníky. Velkou část prosperity Newnanu přinesl rozvíjející se průmysl s bavlnou, který stál na otroctví.
Newnan byl téměř nedotčen americkou občanskou válkou kvůli svému statusu jako město nemocnic (jak pro jednotky Unie, tak jednotky Konfederace) a tím pádem stále obsahuje mnoho staveb ve slohu antebellum. Během Atlantského tažení konfederační jízda porazila jednotky Unie v nedaleké bitvě u Brown's Mill. Následně začátkem 20. století navrhl řadu domů ve městě architekt Kennon Perry (1890–1954).
Dne 23. dubna 1899 došlo k lynčování poté, co byl Afroameričan jménem Sam Hose (rozený Tom Wilkes) obviněn z vraždy svého nadřízeného, Alfreda Cranforda. Hose byl unesen z policejního vazby, proveden Newnanem, mučen a na severu od města upálen na hranici města davem asi 2000 občanů Coweta County.
Newnan byl také místem soudního procesu v roce 1948 s bohatým pozemkovým vlastníkem Johnem Wallacem, prvním bělochem na jihu, který byl odsouzen k trestu smrti na základě výpovědi afroamerických svědků, dvou polních pracovníků, kteří byli donuceni pomoci mu se spálením těla zavražděného bělošského podnájemníka Wilsona Turnera. Tyto události byly zobrazeny v románu Murder in Coweta County a filmu Provinční vražda.
V roce 1968 otevřel supermarketový řetězec Kmart ve Newnanu sklad, který se postupně stal hlavním uzlem pro distribuci zboží v této oblasti. Odborový svaz International Brotherhood of Teamsters se pokusil o syndikalizaci skladu, ale pokus byl potlačen, když zaměstnanci hlasovali 329 ku 201 ve prospěch zachování organizace bez odborů. V roce 2015 bylo distribuční centrum zavřeno a tím zaniklo 164 pracovních míst.

## Geografie
Newnan se nachází ve středu okresu Coweta County.
21 kilometrů na severovýchod se nalézá Palmetto, 11 kilometrů na jih Moreland, 64 kilometrů na východ se nalézá Atlanta, 201 kilometrů na jihozápad se nalézá Montgomery v Alabamě.

## Obyvatelstvo
Podle sčítání obyvatel ve Spojených státech z roku 2020 žilo ve městě 42 549 lidí ze 10 013 rodin v celkem 15 135 domácnostech.
| Rok            | 1900  | 1910  | 1920  | 1930  | 1940  | 1950  | 1960   | 1970   | 1980   | 1990   | 2000   | 2010   | 2020   |
| -------------- | ----- | ----- | ----- | ----- | ----- | ----- | ------ | ------ | ------ | ------ | ------ | ------ | ------ |
| Počet obyvatel | 3 654 | 5 548 | 7 037 | 6 386 | 7 182 | 8 218 | 12 169 | 11 205 | 11 449 | 12 497 | 16 242 | 33 039 | 42 549 |

## Významní rodáci
- Deantoni Parks, hudebník a skladatel (1977)
- Alan Jackson, zpěvák a písničkář (1958)
- Hamilton Bohannon, zpěvák, hudebník a hudební producent (1942–2020)

## Televize a film
Newnan je vyhledávanou lokací pro natáčení různých filmů a televizních inscenací nebo jejich scén. Mezi filmy a seriály, které byly v Newnanu natáčeny (případně obsahují scény odtud) patří:
- Šerif a mimozemšťan – 1979, Michele Lupo, americký komediální film v hlavní roli s Budem Spencerem
- Provinční vražda – 1983, Gary Nelson, americký televizní film podle skutečné události
- Horký vítr z jihu – 1991, NBC a PBS, americký dramatický televizní seriál
- Hřbitov domácích zvířátek 2 – 1992, Mary Lambert, americký hororový film
- Psí život – 1995, Carlo Carlei, americký fantasy film
- October Road – 2007, ABC, americký dramatický televizní seriál
- Zombieland – 2009, Ruben Fleischer, americký komediální televizní seriál
- Živí mrtví (Walking Dead) – 2010, AMC, americký dramatický televizní seriál
- Hunger Games: Síla vzdoru 1. část – 2014, Francis Lawrence, americký sci-fi film
- Zakladatel – 2016, John Lee Hancock, americký životopisný film
- Čarodějovy hodiny – 2018, Eli Roth, americký fantasy film
- Nenasytná – 2018, Netflix, americký dramatický televizní seriál
- Lovecraftova země – 2020, HBO, americký dramatický televizní seriál